# Teodósio Clemente de Gouveia
Theodósio Clemente de Gouveia GCC GCIH (13 de mayo de 1889 - 6 de febrero de 1962) fue un cardenal portugués de la Iglesia católica, se desempeñó como arzobispo de Lourenço Marqués en Mozambique desde 1940 hasta su muerte, y fue elevado a cardenalato en 1946 por el Papa Pío XII .

## Primeros años
Theodósio Clemente de Gouveia nació en São Jorge, Madeira, de los agricultores Clemente Francisco de Gouveia y Ana Augusta Jardim. Bautizado el 25 de mayo de 1889 por José Calisto de Andrade, y teniendo como padrinos a Theodósio Francisco de Gouveia y María Rosa Jardim.
A los 16 años ingresó en el Seminario Nuestra Señora de la Encarnación, regentado por los claretianos, en Funchal el 4 de octubre de 1905. El seminario fue confiscado en 1910 por los revolucionarios, y Gouveia y sus compañeros de estudios fueron llevados a la casa de estudios claretianos en París en 1912. Debido a la invasión alemana, fueron trasladados nuevamente en 1914, esta vez al seminario Lazarista de Dax. Gouveia, durante su estancia en París, también asistió al Seminario de Saint-Sulpice y al Instituto Católico de París .

## Carrera eclesiástica
Gouveia, que se había unido a los lazaristas en 1911, dejó el instituto religioso en 1915. Luego fue a Roma en enero de 1916 para estudiar en la Pontificia Universidad Gregoriana (de donde obtuvo los doctorados en teología y derecho canónico), mientras residía en el Colégio Português. Después de recibir el subdiaconado y el diaconado en 1918, Gouveia fue finalmente ordenado sacerdote por el cardenal Basilio Pompili el 19 de abril de 1919. Asistió a la Escuela de Estudios Sociales de Bérgamo desde 1920 hasta 1921, cuando ingresó en la Universidad de Lovaina .
A su regreso a Madeira en 1922, fue nombrado secretario de la cámara eclesiástica de la diócesis de Funchal y profesor en su seminario. Gouveia fue Vice- Rector (1929-1934) y más tarde rector (1934-1936) de la Universidad Pontificia portuguesa en Roma. Durante este tiempo, también se desempeñó como rector de la iglesia de Sant'Antonio dei Portoghesi. Fue elevado al rango de Chambelán Privado de Su Santidad el 26 de noviembre de 1931, y Prelado Nacional de Su Santidad el 23 de abril de 1934.
El 18 de mayo de 1936, Gouveia fue nombrado prelado territorial de Mozambique y obispo titular de Leuce. Recibió su consagración episcopal el 5 de julio siguiente de manos del cardenal Raffaele Rossi, con los arzobispos Ernesto Senna de Oliveira e Ildebrando Antoniutti como co-consagradores, en S. Antonio dei Portoghesi. Más tarde, Gouveira fue nombrado primer arzobispo de Lourenço Marqués el 4 de septiembre de 1940, siendo instalado el 18 de enero de 1941. Durante su mandato, ganó notoriedad por ser un campeón de la educación católica.
El Papa Pío XII lo nombró Cardenal Presbítero de San Pietro in Vincoli en el consistorio del 18 de febrero de 1946. Gouveia, el primer cardenal residente de África en los tiempos modernos, fue elevado al Colegio de Cardenales para enfatizar el "derecho de los pueblos coloniales a una representación efectiva en los asuntos mundiales". Fue uno de los cardenales electores que participó en el cónclave papal de 1958 que eligió al Papa Juan XXIII .
Murió de leucemia a las 3:45 p. m. en su residencia arzobispal de Lourenço Marqués, a los 72 años. El cardenal fue enterrado detrás del altar mayor de la catedral metropolitana después de una misa fúnebre, allí el 8 de febrero de 1962 en una tumba simple marcada solo con su escudo de armas, según su testamento.

## Honores
- Gran Cruz de la Orden del Príncipe Enrique (8 de diciembre de 1939)[3]
- Gran Cruz de la Orden del Príncipe Enrique (11 de septiembre de 1961)